# Mravince
Mravince – wieś w Chorwacji, w żupanii splicko-dalmatyńskiej, w mieście Solin. W 2011 roku liczyła 1628 mieszkańców.